# Verșești, Neamț
Verșești este un sat în comuna Girov din județul Neamț, Moldova, România.

## Monumente
- Monumentul Eroilor, realizat de Vincenzo Puschiasis.

 Acest articol despre o localitate din județul Neamț este deocamdată un ciot. Puteți ajuta Wikipedia prin completarea lui.